# Мурав'янка лиса
Мурав'я́нка лиса (Gymnocichla nudiceps) — вид горобцеподібних птахів родини сорокушових (Thamnophilidae). Мешкає в Центральній і Південній Америці. Це єдиний представник монотипового роду Лиса мурав'янка (Gymnocichla).

## Підвиди
Виділяють чотири підвиди:
- G. n. chiroleuca Sclater, PL & Salvin, 1869 — Карибське узбережжя Белізу, Гватемали, Гондурасу, Коста-Рики і західної Панами;
- G. n. erratilis Bangs, 1907 — тихоокеанське узбережжя Коста-Рики і західної Панами;
- G. n. nudiceps (Cassin, 1850) — східна Панама і північно-західна Колумбія (Чоко), Вальє-дель-Каука;
- G. n. sanctamartae Ridgway, 1908 — північна Колумбія.

## Поширення і екологія
Лисі мурав'янки мешкають в Белізі, Гватемалі, Гондурасі, Коста-Риці, Панамі і Колумбії, трапляються на півдні Мексики. Вони живуть в підліску вологих рівнинних тропічних лісів та на узліссях, на болотах, в садах і на плантаціях. Зустрічаються на висоті до 1200 м над рівнем моря, переважно на висоті до 400 м над рівнем моря.